# Das Geheimnis vom Rabenkopf
Das Geheimnis vom Rabenkopf ist ein deutscher Fernsehfilm der Frühling-Filmreihe von Thomas Kronthaler, der am 22. Januar 2023 erstmals im ZDF ausgestrahlt wurde. Die Erstveröffentlichung erfolgte am 15. Januar in der Online-Mediathek des ZDF.
Die Dorfhelferin Katja Baumann, gespielt von Simone Thomalla, steht Familien in Notsituationen zur Seite. Es ist der 40. Film einer Reihe, in der es sich um die Einwohner des Ortes Frühling dreht.

## Handlung
Catrin (Dagny Dewath) hat einen neuen Job als Postbotin in Frühling angenommen. Auf ihrer Tour muss sie am Morgen unter der Anschrift Fuchsöd 3 ein Einschreiben an Konstanze Biller austragen. Vor Ort trifft sie auf die 16-jährige Marlie (Lisa Junick), die augenscheinlich mit mindestens zwei weiteren Kindern zuhause ist. Eine erwachsene Person ist nicht vor Ort. Konstanze Biller sei die Oma, jedoch im Augenblick nicht zu Hause. Da Catrin bereits mehrfach zu unterschiedlichen Zeiten keinen Erwachsenen auf dem Hof antraf, macht sie sich Gedanken um die Aufsicht der Kinder. Sie berichtet Pfarrer Sonnleitner (Johannes Herrschmann) von ihrem Verdacht, dass mindestens drei Kinder zumindest seit fünf Monaten allein auf dem Hof wohnen. Kurz und knapp berichtet der Pfarrer Katja (Simone Thomalla) von der Situation, die vor Ort nach dem Rechten sieht. Der Verdacht erhärtet sich, als auch Katja nur Marlie antrifft. Marlie streitet alles ab und zieht über die ehemals tablettenabhängige Catrin her. Die Oma sei zum Shoppen nach München gefahren und aktuell nicht zu erreichen. Katja entscheidet sich, zu warten.
Als auch Mike (Finlay Hartinger) mit Emma (Mia Steinbach) aus der Schule kommen, lässt Katja nicht locker und glaubt den Kindern kein Wort. Es herrscht jedoch Ordnung, auch im Haus und Marlie bekocht ihre beiden Geschwister. Nach dem Essen erzählt Marlie Katja eine neue Geschichte, wonach die Oma in München im Krankenhaus auf eine Hüft-OP wartet.
Außerdem vertraut sie sich wahrheitsgemäß Katja an und sagt, ihre Tante sei mit 21 Jahren bei einem Skiunfall tödlich verunglückt, und die Eltern seien der Drogensucht verfallen.
Katja entscheidet, bei den Kindern zu bleiben, bis die Oma aus dem Krankenhaus entlassen wird. Mit SMS meldet sich die Oma bei Katja und teilt mit, bald wieder zuhause bei ihren Enkeln zu sein, ist aber weiterhin nicht erreichbar. Marlie gibt Katja auch keinen Kontakt zum Krankenhaus.
Am nächsten Morgen, als die Kinder aus dem Haus sind, versucht Katja erneut, telefonisch Kontakt mit Konstanze Biller aufzunehmen. Als das Handy der Oma jedoch zuhause klingelt, fliegt die Geschichte der drei auf.
Katja erfährt von Marlie die Wahrheit. Demnach ist die Oma auf einer gemeinsamen Wanderung vor eineinhalb Jahren in die Schlucht am Rabenkopf gestürzt und gestorben. Marlie dachte nicht daran, die Rettung zu rufen, und kletterte hinab. Sie musste jedoch feststellen, dass ihre Oma nicht mehr lebt. Die Kinder ließen ihre Oma zurück und sagten niemandem etwas von dem Unglück. Fortan lebten sie von der Rente ihrer Oma, bestellten online Lebensmittel und besuchten ihre Oma in der Schlucht mehrfach.
Die Oma wird daraufhin aus der Schlucht am Rabenkopf geborgen. Katja verspricht, sich dafür einzusetzen, dass die Geschwister nicht voneinander getrennt werden.

## Nebenhandlungen
Adrian möchte sich nach Lilly und Nora auf eine neue Liebe einlassen. Auf einem Datingportal verabredet er sich an einem Abend zunächst mit Romi und hat später ein weiteres Date mit Valentina. Beide Dates enden jedoch enttäuschend.
Morgens geht Adrian zum Arbeiten ins „Carpe Diem“. Leslie muss noch einen zweiten Großmarkteinkauf erledigen und lässt ihn an einem üblicherweise ruhigen Montag allein. Amelie, die sich frisch von Ingo getrennt hat, kommt zu ihm in das Lokal und bittet um eine Arbeitsstelle im Service oder auch in der Küche. Er teilt jedoch mit, dass Lesslie, die im Augenblick die Einkäufe erledigt, für die Personalentscheidungen verantwortlich ist.
Plötzlich kommt eine Reisegruppe von Rentnern aus Würzburg und Adrian steht mit deren Bestellung von 48 Wiener Schnitzel allein da. Gemeinsam mit Amelie gelingt es, die Gäste erfolgreich zu bewirten. Als Leslie auftaucht, ist sie ganz stolz auf die beiden und gibt Amelie den erhofften Job.
Als Adrian Nora tags darauf im Biergarten des „Carpe Diem“ entdeckt, glaubt er, sie sei seinetwegen hier. Von seiner Ansprache, dass es mit ihnen jedoch vorbei sei, zeigt sie sich unbeeindruckt. Sie hat ihrerseits ein Date, bei dem es später auch funkt.

## Rezeption

### Einschaltquoten
Bei der Free-TV-Premiere auf ZDF am 22. Januar 2023 erzielte die Folge mit 5,87 Mio. Zuschauern einen Marktanteil von 18,4 %.